# Heterospilus joni
Heterospilus joni är en stekelart som beskrevs av Marsh 1982. Heterospilus joni ingår i släktet Heterospilus och familjen bracksteklar. Inga underarter finns listade i Catalogue of Life.